# Panzer Front Ausf.B
 (avril 2014).
Si vous disposez d'ouvrages ou d'articles de référence ou si vous connaissez des sites web de qualité traitant du thème abordé ici, merci de compléter l'article en donnant les références utiles à sa vérifiabilité et en les liant à la section « Notes et références ».
Panzer Front Ausf.B (« Ausf » est une abréviation du mot allemand « Ausführung » qui signifie design ou exécution) est un jeu vidéo de simulation de chars de combat développé par Enterbrain et édité par 505 Games, qui est sorti le 27 mars 2004 sur PlayStation 2. C'est le troisième opus de la série Panzer Front.

## Descriptif
Le jeu permet de diriger un char de combat durant la Seconde Guerre mondiale. Le joueur incarne le chef d'engin ou le tireur. Panzer Front Ausf.B comporte sept missions, avant le lancement de la partie, le joueur peut choisir sa faction ainsi que son char. Toute modification entraine une désactivation du score.

### Campagnes
| Titre           | Date            | Lieu                                | Bataille historique     | Factions en présence                    | Faction par défaut | Véhicule par défaut |
| --------------- | --------------- | ----------------------------------- | ----------------------- | --------------------------------------- | ------------------ | ------------------- |
| Entraînement    | 1941            | Frontière égypto-libyenne           | n.c                     | L'Allemagne, l'Italie et le Royaume-Uni | L'Allemagne        | Panzer III Ausf G   |
| Merdorp         | 13 mai 1940     | Merdorp, Belgique                   | Bataille de Hannut      | L'Allemagne et la France                | L'Allemagne        | Panzer III Ausf C   |
| Fort Pilastrino | 21 janvier 1941 | Tobrouk, Libye                      | Opération Compass       | L'Allemagne, l'Italie et le Royaume-Uni | L'Australie        | M13/40 capturé      |
| Beda Fomm       | 6 février 1941  | Beda Fomm, Libye                    | Opération Compass       | L'Italie et le Royaume-Uni              | Le Royaume-Uni     | Cruiser Mk. IV      |
| Agebadia        | 2 avril 1941    | Agebadia, Libye                     | Opération Compass       | L'Allemagne et le Royaume-Uni           | Le Royaume-Uni     | Cruiser Mk. IV      |
| Ras El Madauar  | 1er mai 1941    | Ras El Madauar, non loin de Tobrouk | Siège de Tobrouk, Libye | L'Allemagne, l'Italie et le Royaume-Uni | L'Allemagne        | Panzer III Ausf C   |
| Fort Capuzzo    | 15 mai 1941     | Fort Capuzzo, Libye                 | Opération Brevity       | L'Italie et le Royaume-Uni              | L'Allemagne        | Panzer III Ausf C   |